# ببشتر
بُبَشْتَر (بالإسبانية: Bobastro)‏ كانت مدينة تقع شمال مقاطعة مالقة من جنوب إسبانيا. أقام فيها القوطي عمر بن حفصون دولته بين عامي 880 م و917 م بعد أن ثار على أمير قرطبة.

## أعلام
- عمر بن حفصون
- المنذر بن محمد